# Venmanad
Venmanad é uma vila no distrito de Thrissur, no estado indiano de Kerala.

## Demografia
Segundo o censo de 2001, Venmanad tinha uma população de 9687 habitantes. Os indivíduos do sexo masculino constituem 48% da população e os do sexo feminino 52%. Venmanad tem uma taxa de literacia de 86%, superior à média nacional de 59,5%: a literacia no sexo masculino é de 87% e no sexo feminino é de 85%. Em Venmanad, 11% da população está abaixo dos 6 anos de idade.